# José Rodrigo Andrade Ramos
José Rodrigo da Andrade Ramos, noto semplicemente come Rodrigo Andrade (3 febbraio 1997), è un calciatore brasiliano, centrocampista del Goiás.

## Caratteristiche tecniche
È un mediano.

## Carriera
Cresciuto nelle giovanili del Paysandu, ha esordito in prima squadra il 28 febbraio 2016 in occasione di un match di Copa Verde vinto 3-0 contro il Fast Clube.
Nel 2018 è stato acquistato dal Vitória.

## Statistiche

### Presenze e reti nei club
Statistiche aggiornate al 5 giugno 2018.
| Stagione        | Squadra         | Campionato      | Campionato | Campionato | Coppe nazionali | Coppe nazionali | Coppe nazionali | Coppe continentali | Coppe continentali | Coppe continentali | Altre coppe | Altre coppe | Altre coppe | Totale | Totale | Totale |
| Stagione        | Squadra         | Comp            | Pres       | Reti       | Comp            | Pres            | Reti            | Comp               | Pres               | Reti               | Comp        | Pres        | Reti        | Pres   | Reti   |        |
| --------------- | --------------- | --------------- | ---------- | ---------- | --------------- | --------------- | --------------- | ------------------ | ------------------ | ------------------ | ----------- | ----------- | ----------- | ------ | ------ | ------ |
| 2016            | Paysandu        | PD/PA+B         | 4+14       | 0          | CB              | 2               | 0               |                    | -                  | -                  | CV          | 3           | 0           | 23     | 0      |        |
| 2017            | Paysandu        | PD/PA+B         | 10+25      | 1+4        | CB              | 2               | 0               |                    | -                  | -                  | CV          | 7           | 0           | 44     | 5      |        |
| Totale Paysandu | Totale Paysandu | Totale Paysandu | 53         | 5          |                 | 4               | 0               |                    | -                  | -                  |             | 10          | 0           | 67     | 5      |        |
| 2018            | Vitória         | PD/BA+A         | 4+5        | 0          | CB              | 2               | 0               |                    | -                  | -                  |             | -           | -           | 11     | 0      |        |
| Totale carriera | Totale carriera | Totale carriera | 62         | 5          |                 | 6               | 0               |                    | -                  | -                  |             | 10          | 0           | 78     | 5      |        |

## Palmarès
- Campionato Baiano: 1

Vitória: 2024